# Körbelitz
Körbelitz is een plaats en voormalige gemeente in de Duitse deelstaat Saksen-Anhalt, en maakt deel uit van de Landkreis Jerichower Land.
Körbelitz telt 505 inwoners.